# ننا (بني سويف)
قرية ننا هي إحدى القرى التابعة لمركز أهناسيا في محافظة بني سويف في جمهورية مصر العربية. حسب إحصاءات سنة 2006، بلغ إجمالي السكان في ننا وبهننا 11448 نسمة، منهم 5758 رجل و5690 امرأة.